# Corvol-l'Orgueilleux
Ne doit pas être confondu avec Corvol-d'Embernard.
Corvol-l'Orgueilleux (en nivernais Courvou) est une commune française située dans le département de la Nièvre, en région Bourgogne-Franche-Comté.

## Géographie

### Hydrographie
La commune est traversée par le Sauzay, et ses affluents, la Sainte-Eugenie et la rivière des Forges, qui sont les trois cours d'eau principaux. Le Sauzay longe le village au sud, et se jette plus loin dans le Beuvron, affluent de l'Yonne ; le territoire se trouve donc en bordure du bassin hydrographique de la Seine.

### Climat
Pour des articles plus généraux, voir Climat de la Bourgogne-Franche-Comté et Climat de la Nièvre.
En 2010, le climat de la commune est de type climat océanique dégradé des plaines du Centre et du Nord, selon une étude du Centre national de la recherche scientifique s'appuyant sur une série de données couvrant la période 1971-2000. En 2020, Météo-France publie une typologie des climats de la France métropolitaine dans laquelle la commune est exposée à un climat océanique altéré et est dans la région climatique  Centre et contreforts nord du Massif Central, caractérisée par un air sec en été et un bon ensoleillement. 
Pour la période 1971-2000, la température annuelle moyenne est de 11 °C, avec une amplitude thermique annuelle de 15,9 °C. Le cumul annuel moyen de précipitations est de 779 mm, avec 11,9 jours de précipitations en janvier et 7,8 jours en juillet. Pour la période 1991-2020, la température moyenne annuelle observée sur la station météorologique de Météo-France la plus proche, « Clamecy », sur la commune de Clamecy à 9 km à vol d'oiseau, est de 11,5 °C et le cumul annuel moyen de précipitations est de 707,4 mm. 
La température maximale relevée sur cette station est de 40,7 °C, atteinte le 25 juillet 2019 ; la température minimale est de −14 °C, atteinte le 9 février 2012,,. 
Les paramètres climatiques de la commune ont été estimés pour le milieu du siècle (2041-2070) selon différents scénarios d'émission de gaz à effet de serre à partir des nouvelles projections climatiques de référence DRIAS-2020. Ils sont consultables sur un site dédié publié par Météo-France en novembre 2022.

## Urbanisme

### Typologie
Au 1er janvier 2024, Corvol-l'Orgueilleux est catégorisée commune rurale à habitat dispersé, selon la nouvelle grille communale de densité à sept niveaux définie par l'Insee en 2022.
Elle est située hors unité urbaine. Par ailleurs la commune fait partie de l'aire d'attraction de Clamecy, dont elle est une commune de la couronne,. Cette aire, qui regroupe 45 communes, est catégorisée dans les aires de moins de 50 000 habitants,.

### Occupation des sols
L'occupation des sols de la commune, telle qu'elle ressort de la base de données européenne d’occupation biophysique des sols Corine Land Cover (CLC), est marquée par l'importance des territoires agricoles (57,7 % en 2018), une proportion identique à celle de 1990 (57,7 %). La répartition détaillée en 2018 est la suivante : forêts (39,9 %), terres arables (32,6 %), prairies (19,3 %), zones agricoles hétérogènes (5,8 %), zones urbanisées (2,4 %). L'évolution de l’occupation des sols de la commune et de ses infrastructures peut être observée sur les différentes représentations cartographiques du territoire : la carte de Cassini (XVIIIe siècle), la carte d'état-major (1820-1866) et les cartes ou photos aériennes de l'IGN pour la période actuelle (1950 à aujourd'hui).

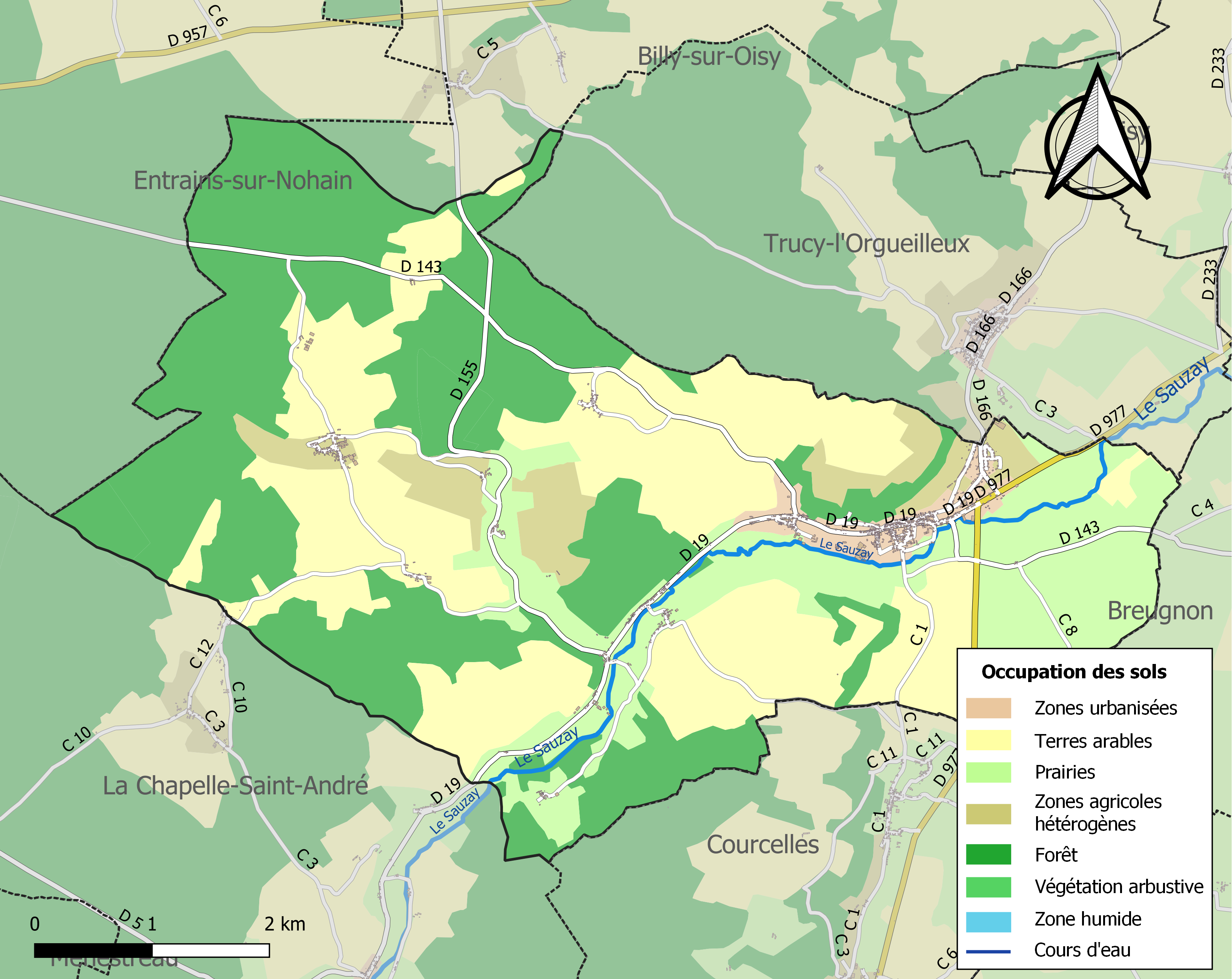
Carte des infrastructures et de l'occupation des sols de la commune en 2018 (CLC).

## Toponymie
Le nom de la localité est attesté sous la forme Corvallis au Ve siècle ; Corvacus au VIIe siècle ; Corvillio en 696 ; Corvol en 1167 - 1181, ; Corvolium Superbum en 1239 ; Courvaul Lourguilleux et Courvol en 1289 ; Corvol Lorguilleux en 1335 ; Corvaul en 1453 ; Courvaul en 1510.
Corvallis est un composé toponymique qui s'explique par le latin curva « courbe » et vallis « val, vallée » (comprendre bas latin). On attendrait *Corval, vocalisé en *Corvau (cf. un val, des vaux), forme d'ailleurs attestée dès le XIIIe siècle Courvaul à laquelle a été ajouté fautivement un -l, d'après le latin vallis, d'où la forme actuelle Corvol. Le sens global de Corvol est celui de « vallée courbe ».
Le déterminant complémentaire -l'Orgueilleux apparaît au XIIIe siècle (voir supra) et permet désormais de faire la différence avec Corvol-d'Embernard située à près de 20 km. Il se retrouve dans la commune voisine de Trucy-l'Orgueilleux et on le rencontre ailleurs, par exemple dans Pressagny-l'Orgueilleux (Eure, Pressagny Lorguellox début XIIIe siècle ; [Presseium] superbum au XIIIe siècle) ou Charmois-l'Orgueilleux (Vosges, Charmou XIIIe siècle), etc. Le qualificatif l'Orgueilleux a pu désigner autrefois la vaillance et la force, voire plutôt la fierté de ses habitants. La transcription latine Superbum de 1239 renvoie d'ailleurs à superbus qui signifie « fier, insolent, superbe, magnifique », « fier de son origine » et sŭperbĭa « orgueil, arrogance, dédain, hauteur ».

## Histoire

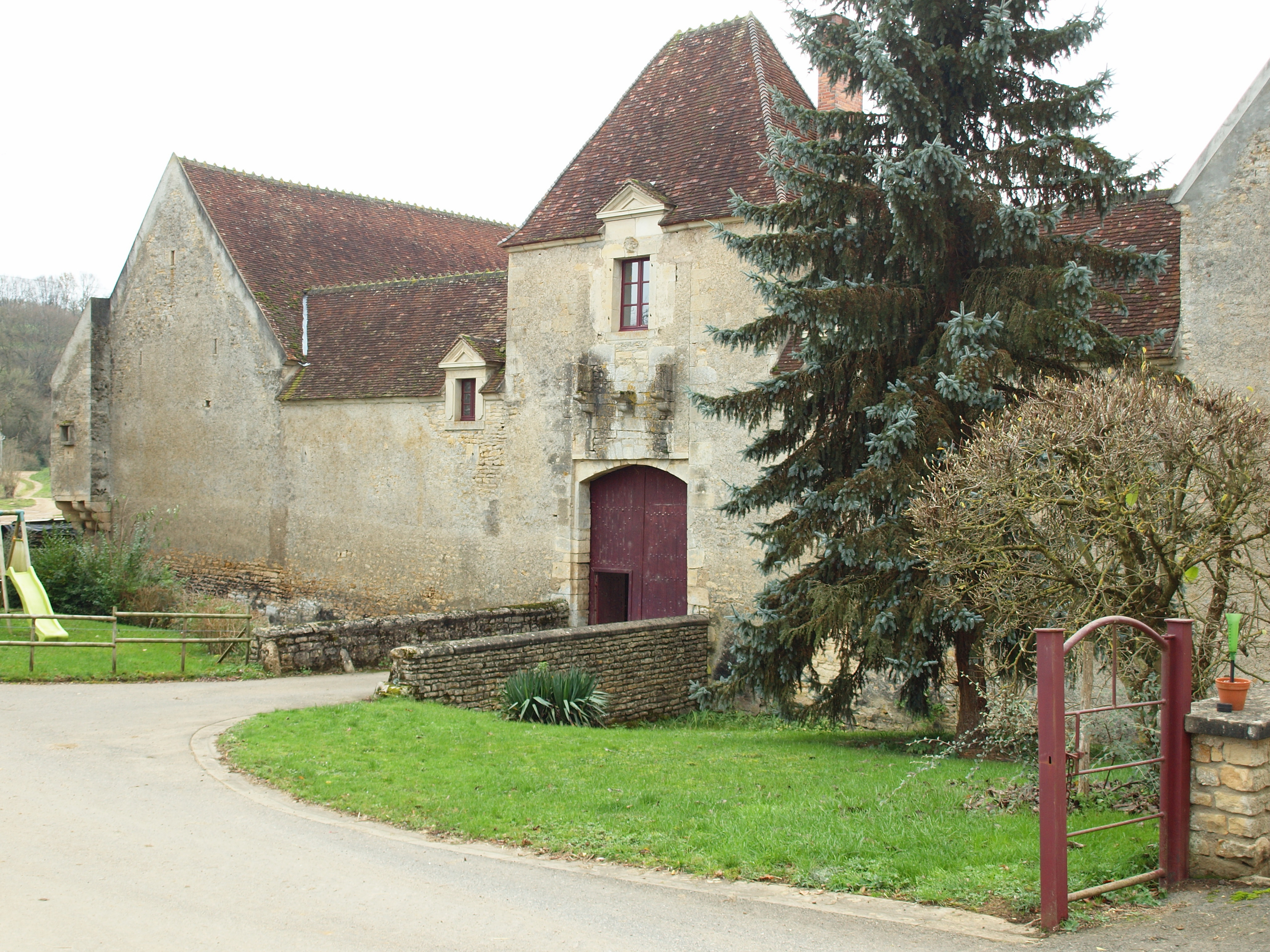
La ferme fortifiée de Sauzay.

### Moyen Âge
C'est une communauté fort ancienne : elle est citée dès le Ve siècle et faisait partie du patrimoine de l'abbaye Saint-Germain d'Auxerre, puis de l'oratoire de Saint-Maurice. Elle est érigée en paroisse en 691 sous saint Tétrice. Prise par les Anglais lors de la guerre de Cent Ans au début XIVe, elle est reprise par Claude de Chastellux en 1427.

### XIXeetXXesiècles
En 1851, lors des insurrections, des répressions eurent lieu vis-à-vis des habitants montés à Clamecy ou supposés séditieux.
Au cours de la période révolutionnaire de la Convention nationale (1792-1795), la commune a porté provisoirement le nom de Corvol-le-Belliqueux.

### Héraldique
| Blason | Blasonnement : « De gueules à la croix ancrée d'or cantonnée en chef de deux étoiles d'argent. » Commentaires : ce blason est en fait celui de Corvol-d'Embernard situé à quelques kilomètres de cette commune. |

## Politique et administration
| Période      | Période                | Identité                        | Étiquette | Qualité                                                                         |
| ------------ | ---------------------- | ------------------------------- | --------- | ------------------------------------------------------------------------------- |
| 1990         | 2002                   | Jean Perraudin                  |           |                                                                                 |
| mars 2002    | 2014                   | Chantal Boulnois                |           | Retraitée                                                                       |
| mars 2014    | juillet 2020           | Jean-Pierre Guillou             |           |                                                                                 |
| juillet 2020 | avril 2024 (démission) | Marie-Francine Houdin           |           | Artisan Vice-présidente de la communauté de communes Haut Nivernais-Val d'Yonne |
| avril 2024   | En cours               | Miguel de Aro Jarreau (intérim) |           | Exploitant agricole Premier adjoint au maire                                    |

## Démographie
L'évolution du nombre d'habitants est connue à travers les recensements de la population effectués dans la commune depuis 1793. Pour les communes de moins de 10 000 habitants, une enquête de recensement portant sur toute la population est réalisée tous les cinq ans, les populations de référence des années intermédiaires étant quant à elles estimées par interpolation ou extrapolation. Pour la commune, le premier recensement exhaustif entrant dans le cadre du nouveau dispositif a été réalisé en 2005.

En 2022, la commune comptait 725 habitants, en évolution de −9,71 % par rapport à 2016 (Nièvre : −3,28 %, France hors Mayotte : +2,11 %).
| 1793  | 1800  | 1806  | 1821  | 1831  | 1836  | 1841  | 1846  | 1851  |
| ----- | ----- | ----- | ----- | ----- | ----- | ----- | ----- | ----- |
| 1 184 | 1 291 | 1 257 | 1 303 | 1 393 | 1 456 | 1 502 | 1 597 | 1 585 |

| 1856  | 1861  | 1866  | 1872  | 1876  | 1881  | 1886  | 1891  | 1896  |
| ----- | ----- | ----- | ----- | ----- | ----- | ----- | ----- | ----- |
| 1 535 | 1 622 | 1 712 | 1 644 | 1 581 | 1 606 | 1 609 | 1 554 | 1 485 |

| 1901  | 1906  | 1911  | 1921  | 1926  | 1931  | 1936 | 1946  | 1954 |
| ----- | ----- | ----- | ----- | ----- | ----- | ---- | ----- | ---- |
| 1 506 | 1 513 | 1 304 | 1 180 | 1 104 | 1 025 | 961  | 1 014 | 969  |

| 1962 | 1968  | 1975 | 1982 | 1990 | 1999 | 2005 | 2006 | 2010 |
| ---- | ----- | ---- | ---- | ---- | ---- | ---- | ---- | ---- |
| 987  | 1 047 | 949  | 828  | 776  | 735  | 764  | 770  | 750  |

| 2015 | 2020 | 2022 | - | - | - | - | - | - |
| ---- | ---- | ---- | - | - | - | - | - | - |
| 794  | 730  | 725  | - | - | - | - | - | - |

## Économie
La principale entreprise de la commune les Transports Eric Rousseau employait 321 personnes fin 2016.

## Lieux et monuments
Civils

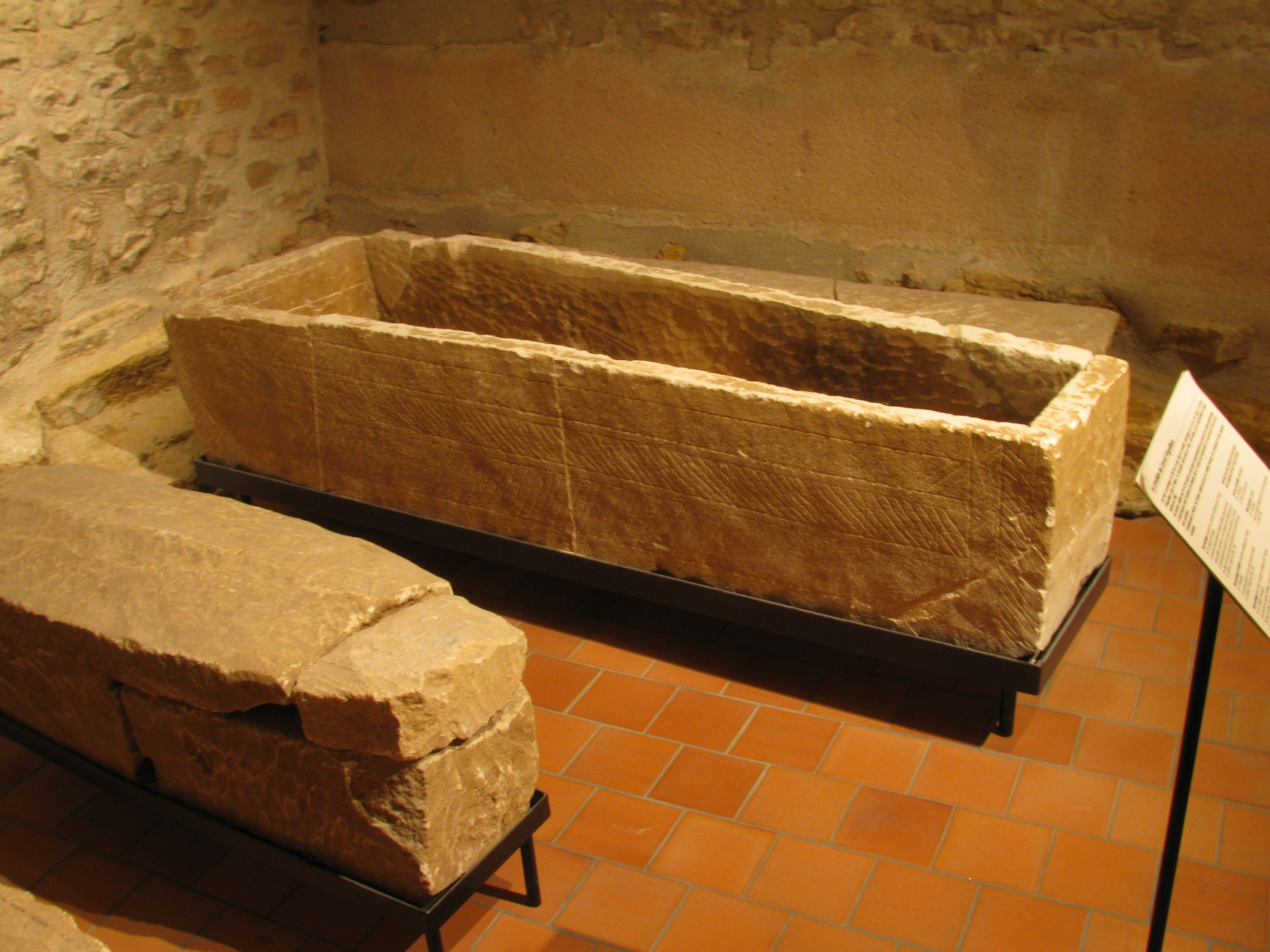
Deux sarcophages provenant de la nécropole mérovingienne.

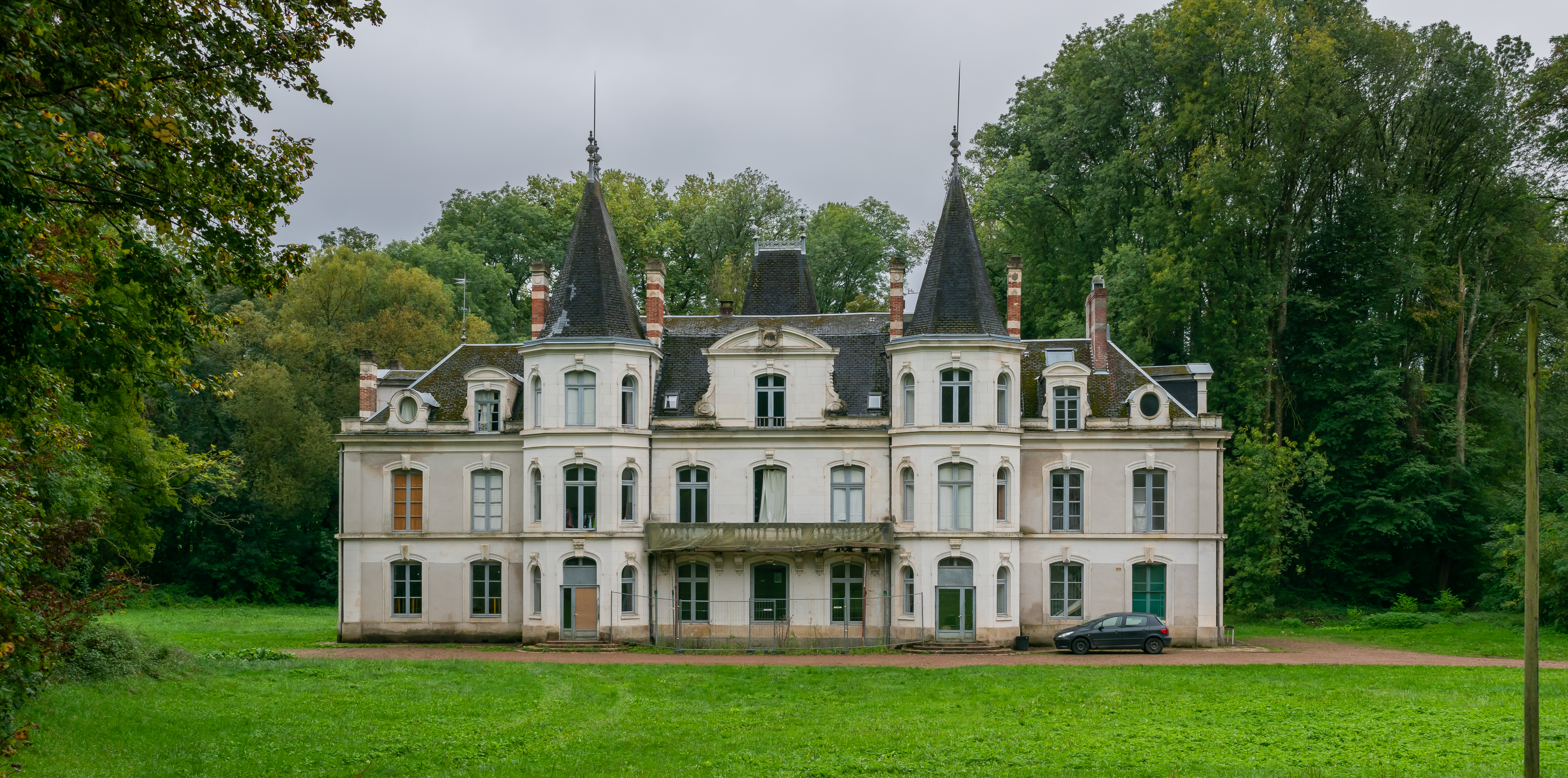
Château de Villette.

- Une nécropole mérovingienne a été découverte en 1980 et fouillée en 1983. Elle a révélé 16 sarcophages et 8 inhumations en terre, une originalité quant à la grande quantité des premiers par rapport au nombre d'inhumations en terre. On y a aussi trouvé plusieurs éléments de mobilier intéressants[21]. Trois sarcophages peuvent être vus au musée d'art et d'histoire Romain-Rolland de Clamecy.
- Papeteries de Vilette, créées en 1815 sur une ancienne forge ; Gilbert Thomas-Varenne avait obtenu l'autorisation du procédé de papier en continu, bâtiment inscrit aux Monuments historiques pour sa toiture et sa charpente et son pavillon[22].
- Château de Vilette, qui accueille dès 1945 la colonie de vacances du S.K.I.F.

Religieux
- Église Saint-Vincent, bâtie sur l'emplacement d'un ancien couvent bénédictin dont subsistent les piliers de la nef d'époque romane. Le reste de l'édifice fut construit entre 1670 et 1672 dans le style néo-classique. Ouverte tous les jours[23].

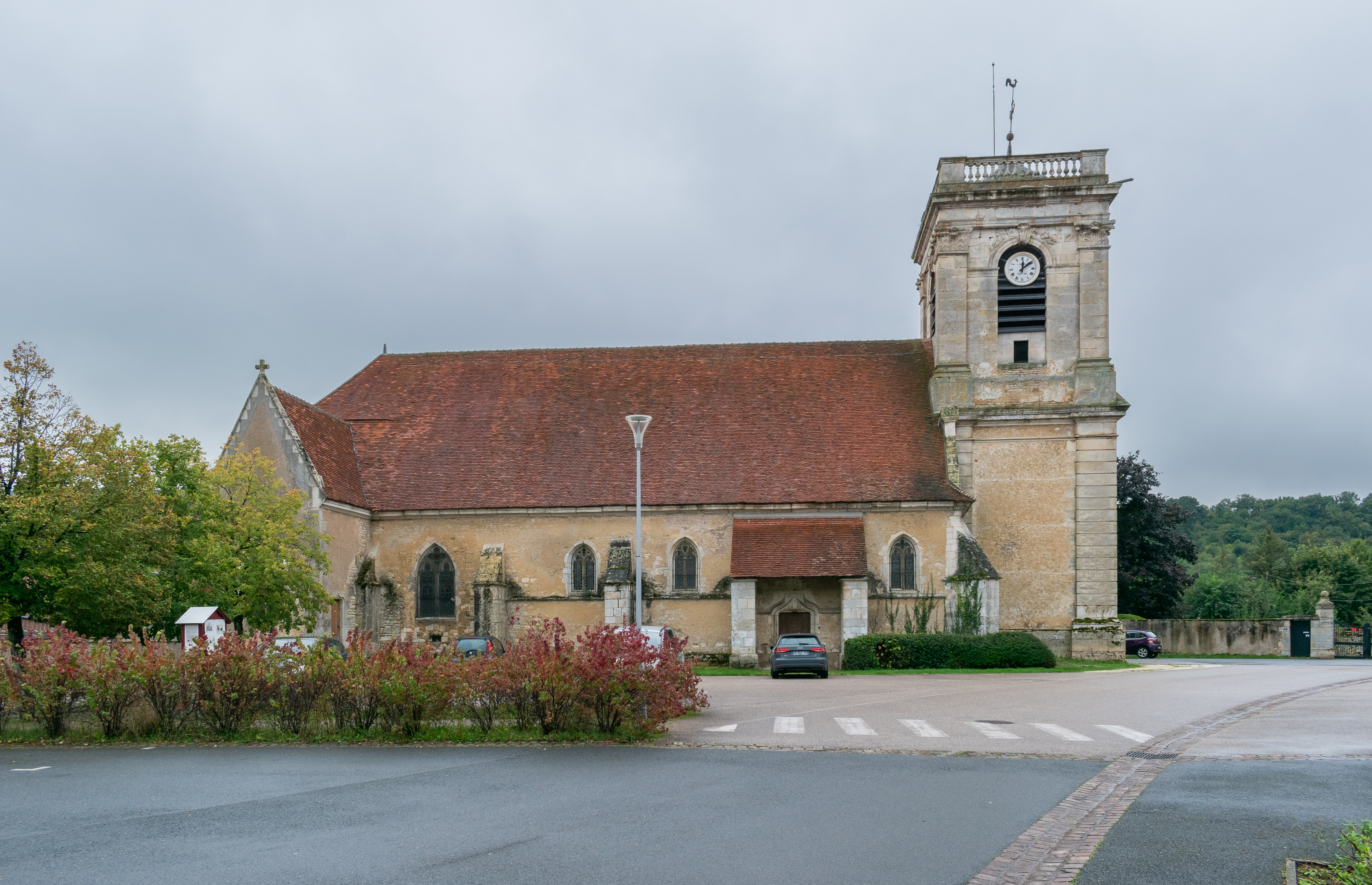
Vue depuis le nord.
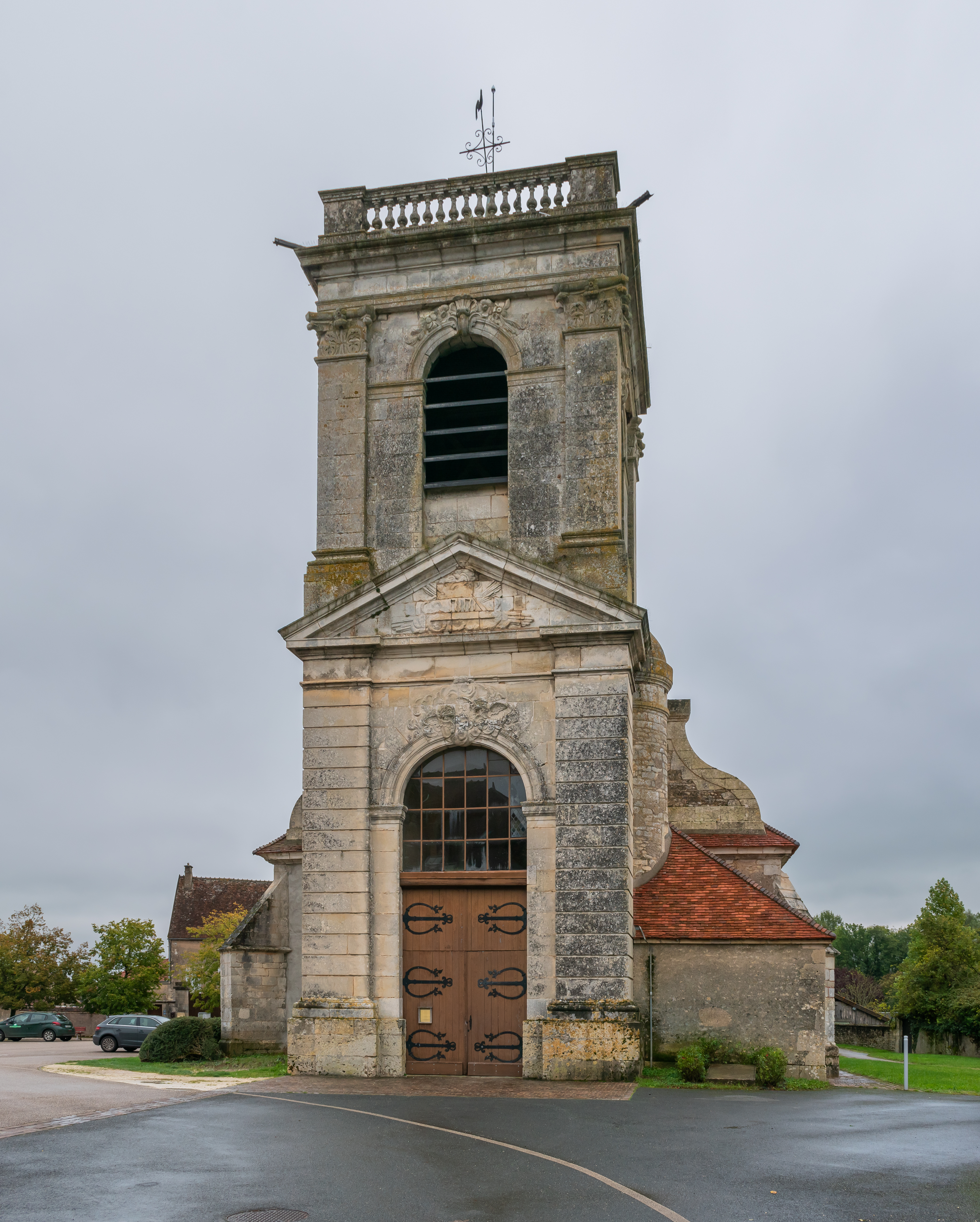
Vue depuis l'ouest.
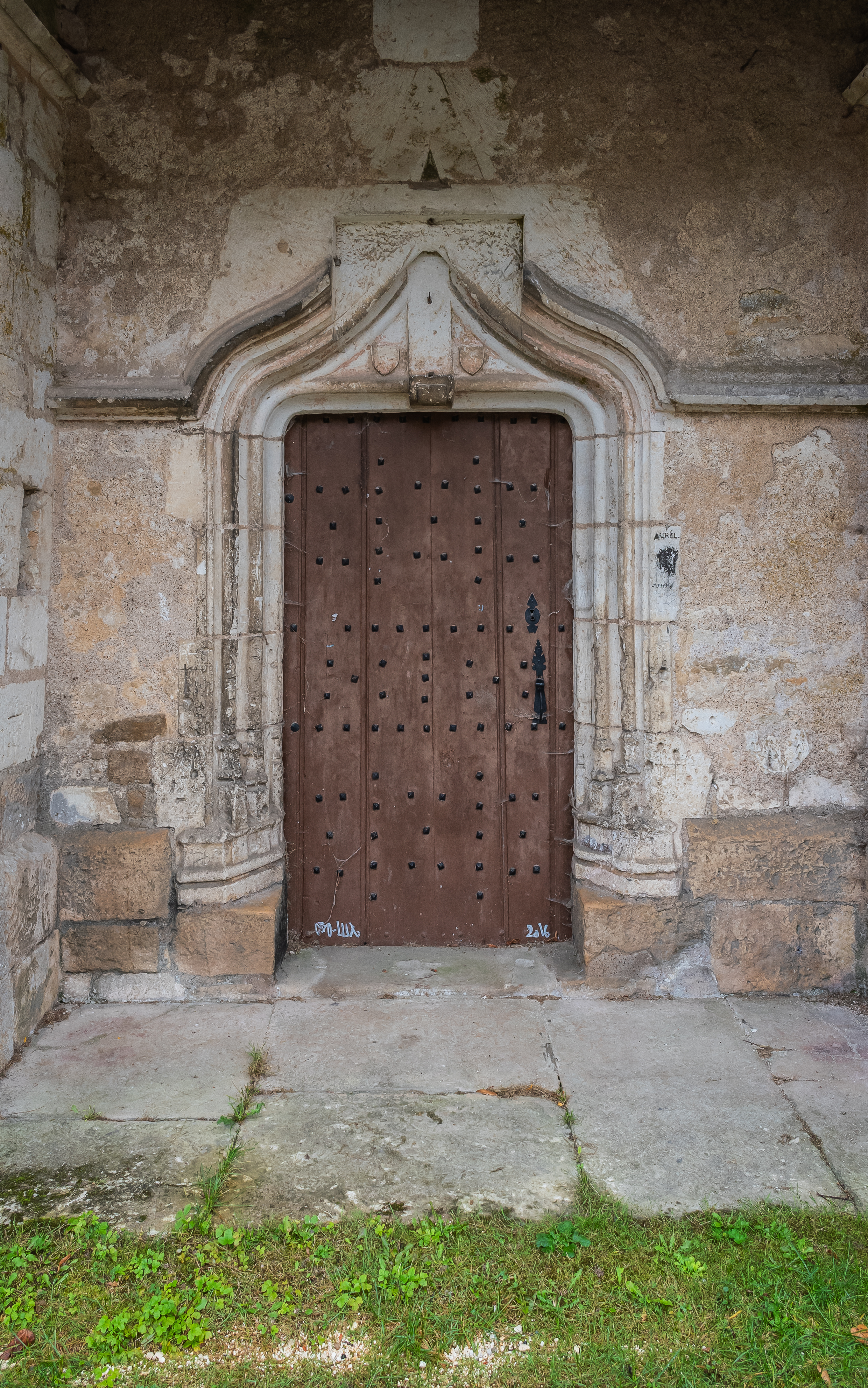
Portail.
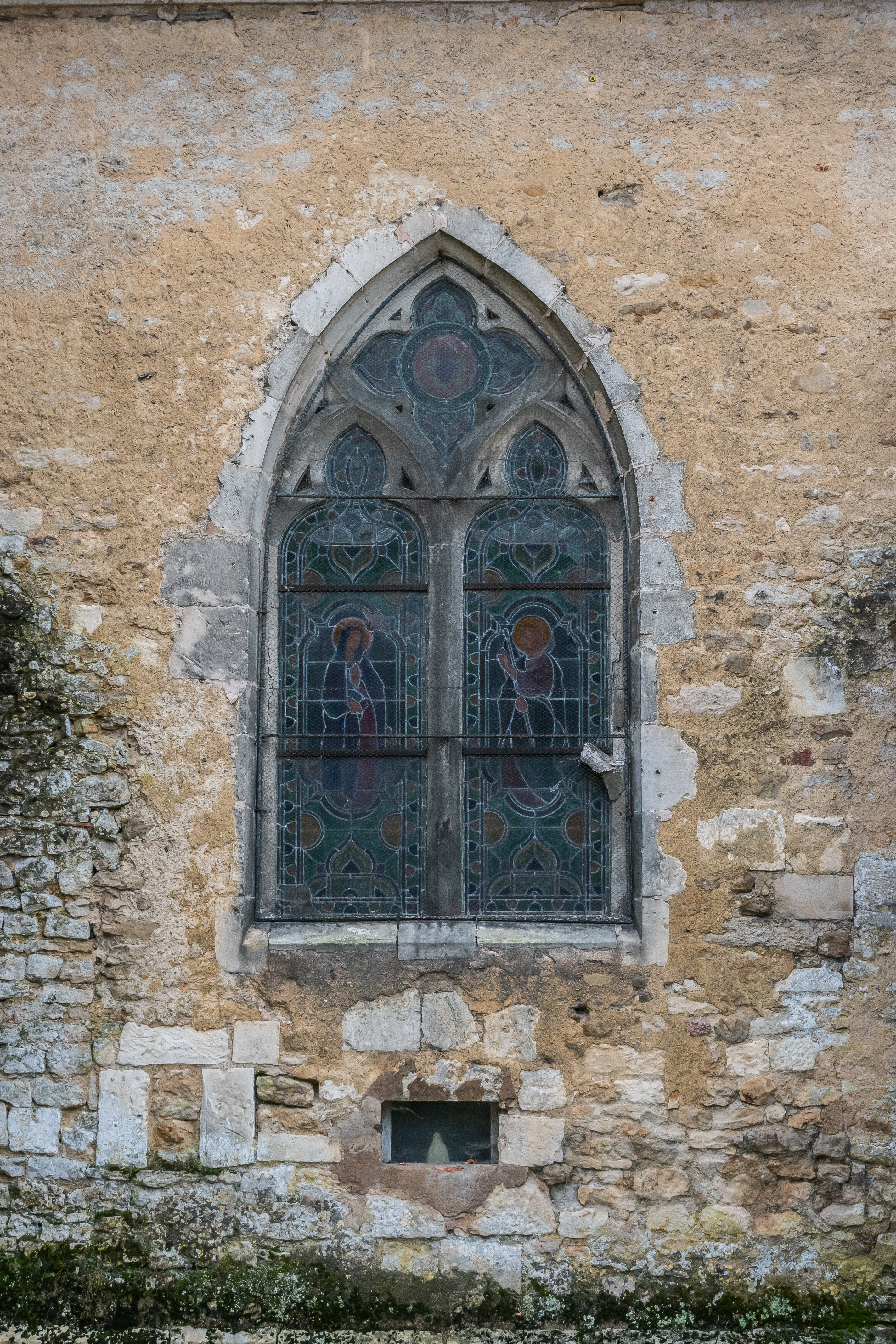
Fenêtre.
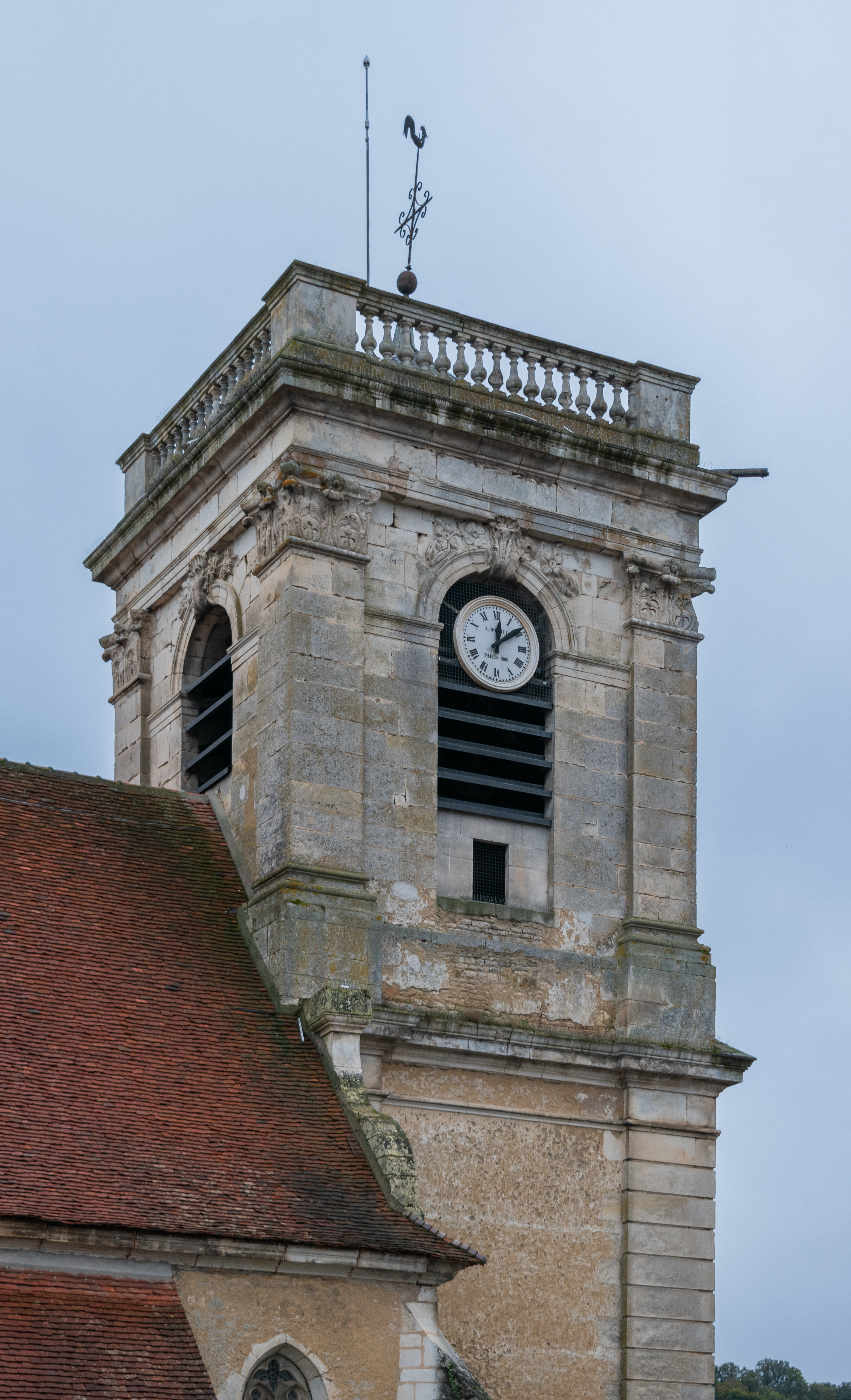
Clocher.

## Personnalités
- Général Guiton, né le 8 juin 1761 à Corvol, baron d'Empire.
- Thomas-François Belin (1768-1826), médecin prospère dans la commune et qui a inspiré le personnage du Dr Minxit dans le roman Mon Oncle Benjamin de Claude Tillier.
- Jules Jaluzot (1834-1916), né dans la commune, fondateur des magasins du Printemps, maire, député de 1889 à 1906.
- Frédéric Boulé (1843), syndicaliste né dans la commune.